# Pedro Augusto Cunha Pinto
Pedro Augusto Cunha Pinto (Angola, 24 de Outubro de 1956) é um gestor e político português. Foi Vice-Presidente da Câmara Municipal de Lisboa, administrador da Lisboa Capital da Cultura, do Metro de Lisboa, do MARL, Presidente da Lismarketing SGPS e Administrador da Associação Parque Junqueira. Foi também Presidente da Associação de Turismo de Lisboa (ATL) e Secretário-Geral da Confederação das Associações Empresariais Regionais (CAER). Foi Coordenador parlamentar do PSD na Comissão Eventual para Acompanhamento das Medidas do Programa de Assistência Financeira a Portugal. Foi Deputado ao Parlamento Europeu e foi deputado ao Parlamento Português. Entre 2015 e 2019 foi presidente do Conselho de Administração da Assembleia da República.

## Biografia
Nasceu em Maquela do Zombo, Angola, é filho de João Baptista Pinto e de Maria Alice Cunha Pinto. Completou os seus estudos no Liceu Salvador Correia em Luanda. Após a revolução de 1974 e no seguimento da independência de Angola, regressou a Portugal em 1975, com 18 anos, para residir no Porto.
Enquanto trabalhador estudante frequentou o ISCTE - Instituto Superior das Ciências do Trabalho e da Empresa, tendo-se envolvido nas lutas académicas de 1976 contra a corrente dominante do MES. Período no qual se começou a interessar pela vida política.
Militante da Juventude e do Partido Social Democrata, foi presidente da JSD, tendo sido um dos mais novos deputados no parlamento português, razão pela qual é considerado um dos deputados mais experientes em exercício de funções. Em 1985 integrou o primeiro grupo de eurodeputados portugueses no Parlamento Europeu, até 1989. Em 1997 foi cabeça de lista pelo PSD à Câmara Municipal de Matosinhos. Em 2001 dirigiu a campanha de Pedro Santana Lopes à Câmara Municipal de Lisboa, integrando posteriormente o executivo municipal. Em 2004 assumiu a vice-presidência da Câmara Municipal de Lisboa tendo associada à sua tutela algumas das obras mais mediáticas do mandato, como o Túnel do Marquês, a deslocalização da Feira do Relógio e o Parque da Bela Vista. Ainda na Câmara Municipal de Lisboa foi o responsável pela negociação com Roberto Medina para trazer o Rock in Rio para Lisboa.